# Salix salviifolia
Espèce
Classification phylogénétique
Salix salviifolia, le saule à feuilles de sauge, est une espèce de plantes à fleurs de la famille des Salicaceae. C'est un saule endémique de la péninsule ibérique.

## Synonymie
- Salix cinerea  auct.
- Salix oleaefolia  auct. PSIS[2].

## Description

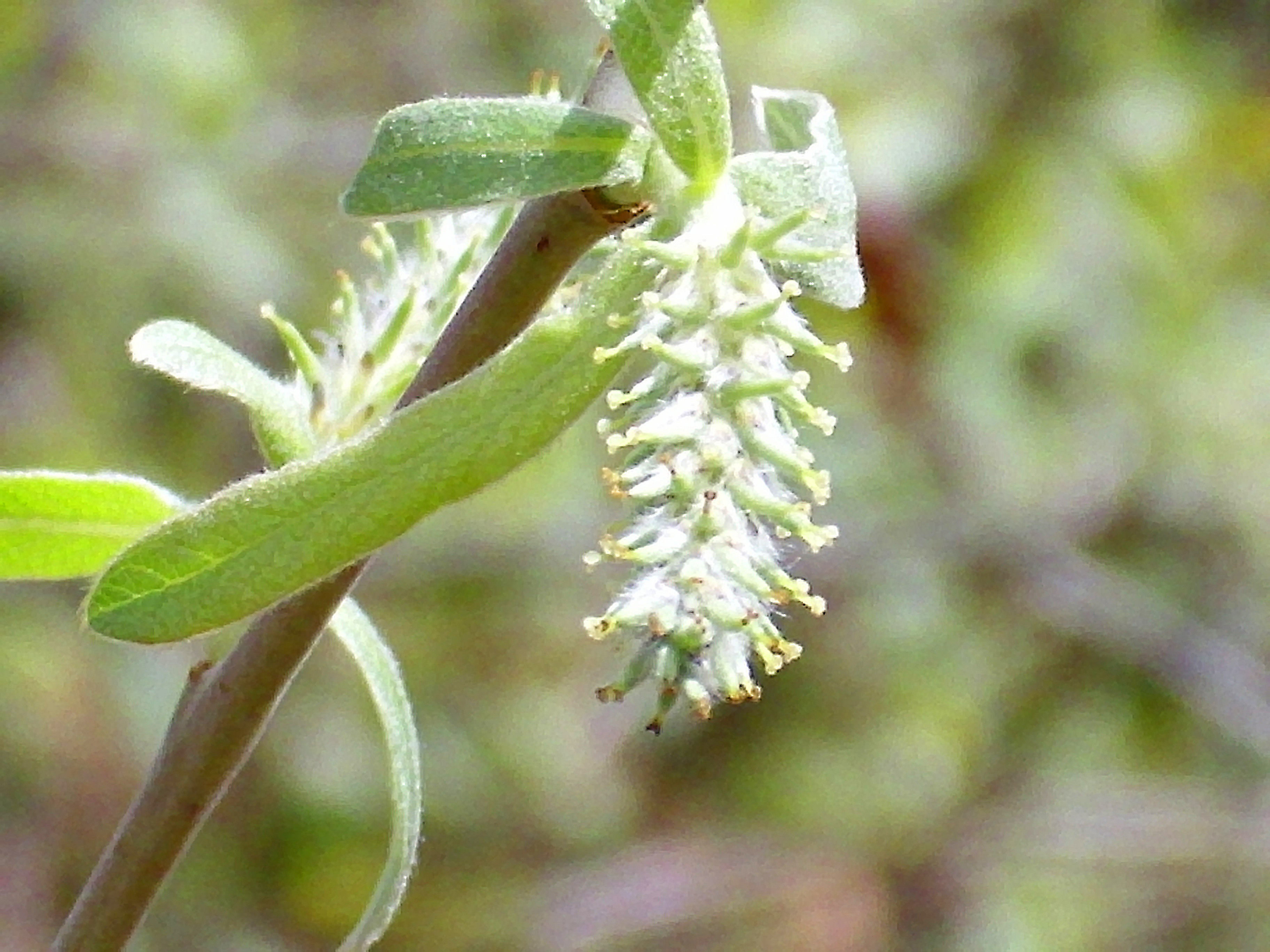
Chaton.
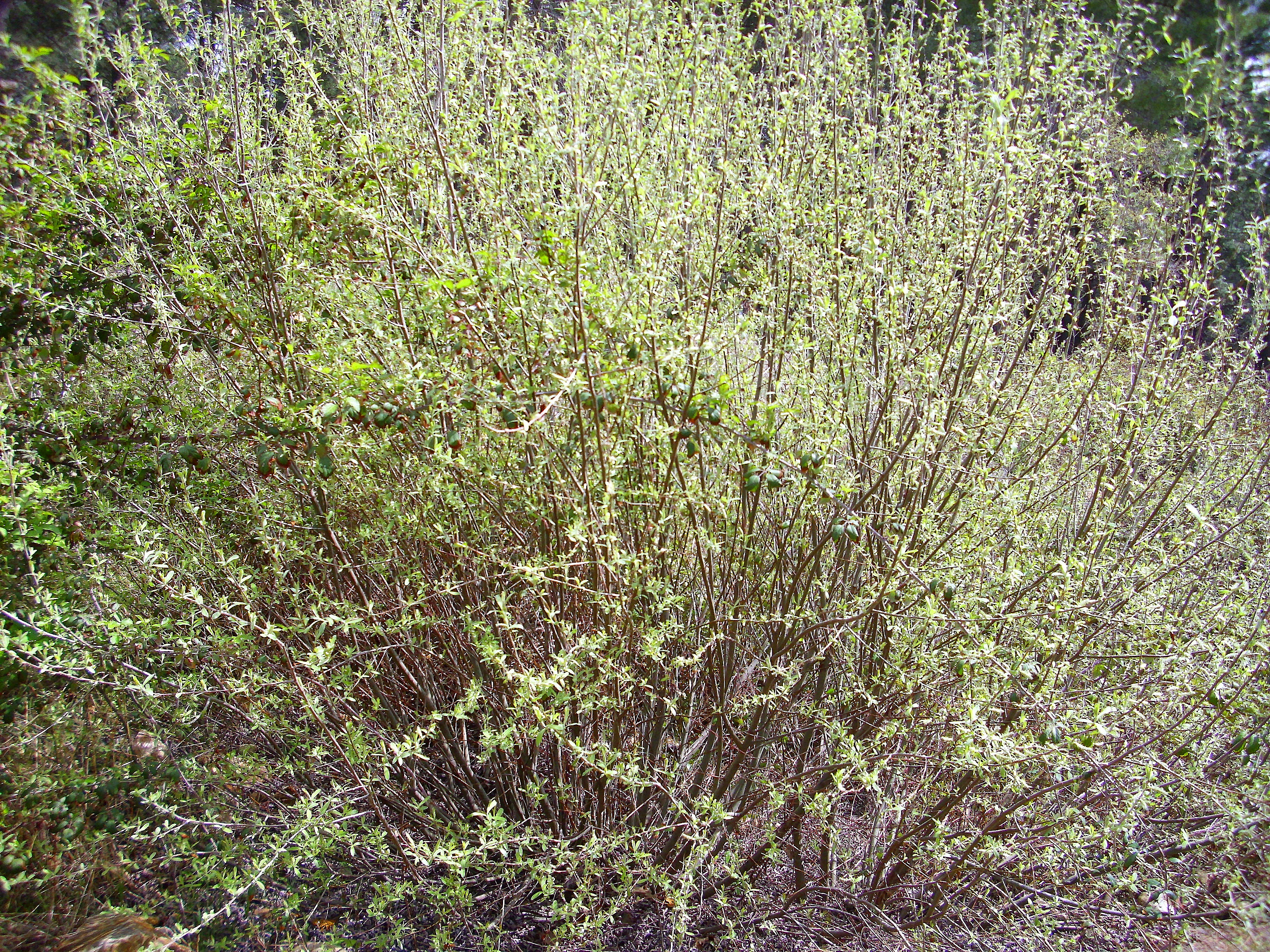
Forme réduite.

Salix salviifolia est un arbuste de 1 à 3 m de haut.
Les feuilles sont de largeur modérée, plus ou moins elliptiques ou oblancéolées, blanchâtres. Leur avers est argenté.
Les rameaux sont munis d'une pilosité épaisse mais courte.

## Répartition

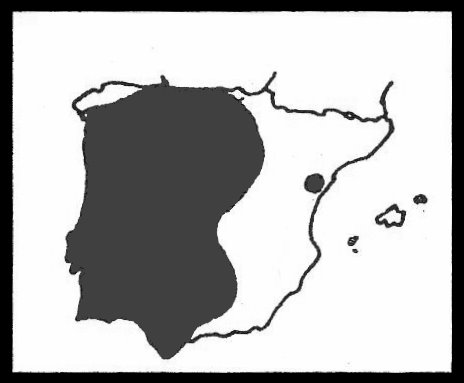
Distribution en péninsule ibérique.

C'est une plante endémique de la péninsule ibérique où il pousse  dans la moitié ouest. L'espèce est abondante dans les Montes de Toledo, Sierra Morena, Extremadura, la dépression Duero, la dépression Tajo et la dépression Guadiana.

## Nom  vernaculaire
- En castillan :  clôture, bardagera, bardaguera, bardaguera blanc, argent Claudia Salguera, sergé, saule, saule blanc Portugal, verguera, zaragato, zargatera, zargatillo, zauz, sauce salvifolio, vergaza blanc [2].